# Casalina (Pontremoli)
Casalina (o Casalina Valdantena, Casalèina nel dialetto della Lunigiana) è una frazione del comune italiano di Pontremoli, nella provincia di Massa-Carrara in Toscana.

## Geografia fisica
Situata nella Valdantena, ha una superficie di 36 km². È attraversata dalla via Francigena.

## Monumenti e luoghi d'interesse

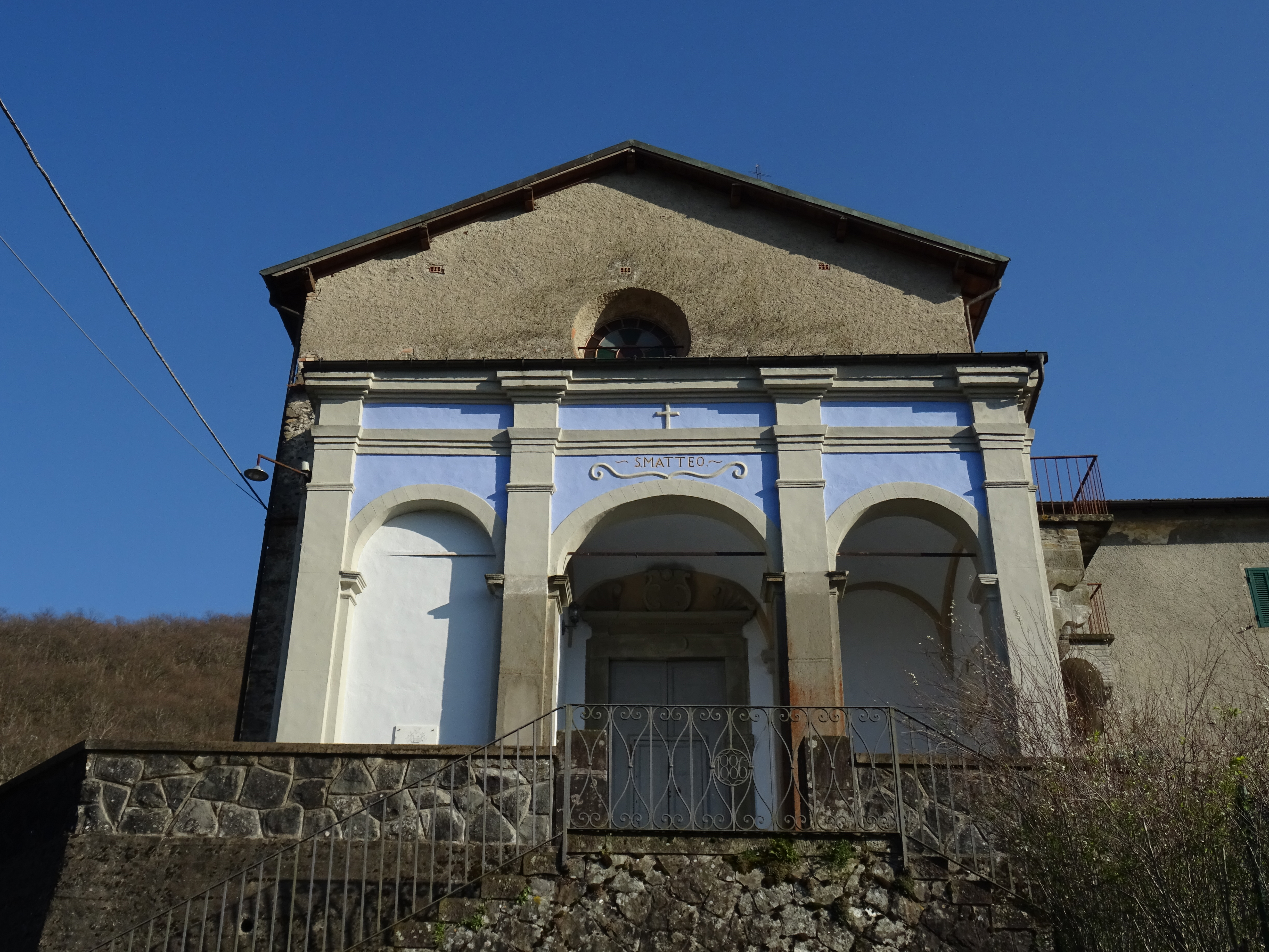
La chiesa di San Matteo

Il borgo è di origine medievale e vi si trova la chiesa di San Matteo. Da ricordare anche il ponte rinascimentale che conduce a Groppodalosio: alto 16 metri, è utilizzato per lo spostamento da Groppodalosio e Casalina, e si trova sul percorso di Via Francigena.

## Società

### Tradizioni e folclore
- San Matteo
- Madonna delle Grazie
- Festa dell'Aia